# Macrosiphum vereshtshagini
Macrosiphum vereshtshagini är en insektsart. Macrosiphum vereshtshagini ingår i släktet Macrosiphum och familjen långrörsbladlöss. Inga underarter finns listade i Catalogue of Life.